# 若松紫織
若松 紫織（わかまつ しおり、7月1日 - ）は、日本の女性声優。以前はぷろだくしょん★A組に所属していた。神奈川県出身。

## 出演作品

### 吹き替え
- NCIS 〜ネイビー犯罪捜査班
- 風の国（ヨナ）[1]
- グッド・ワイフ2
- 刑事ヴァランダー3 白夜の戦慄
- シークレット・サークル
- 水滸英雄伝 一丈青 扈三娘（阿秀）[1]
- 製パン王 キム・タック[1]（ヨ・ウンジン）
- 善徳女王[1]
- 太王四神記[1]
- チャームド 〜魔女3姉妹〜 6 - 8[1]
- 鉄の王 キム・スロ（ヘレ）[1]
- ドクター・フー[1]
- HACHI 約束の犬
- BLACK BOX NIGHT[1]（イサン・ヨジン）
- ホテル・バビロン[1]

### OVA
- 唐山大地震[1]
- RAIN FALL[1]

### ボイスオーバー
- ヘザーマウント学習センター 連結教育の紹介[1]
- in side out[1]

### 舞台
- 女の一生（けい）[1]
- ワイワイアリスパニック
- わが町（エミリー）[1]
- 恋～其の参（流）[1]